# Lance Briggs
(en) Statistiques sur pro-football-reference
Lance Marell Briggs (né le 12 novembre 1980 à Los Angeles, Californie) est un joueur de football américain évoluant au poste de Linebacker.

## Récompenses
- Sélectionné pour disputer le Pro Bowl en 2005, 2006, 2007, 2008, 2009, 2010 et 2011.